# Catherine Trautmann
Catherine Trautmann nacida Argence (Estrasburgo, 15 de enero de 1951) es una política alsaciana. Estudió en la Facultad de Teología Protestante de Estrasburgo y es especialista en literatura copta. Militante del Partido Socialista (Francia), desde el 1987 es miembro del Consejo Nacional, diputada por el Bajo Rin entre 1986-1988 y secretaria de estado de trabajo en el gobierno de Michel Rocard. En 1989 fue elegida alcaldesa de Estrasburgo (era regidora desde el 1983), presidenta de la Comunitat Urbana de Estrasburgo y diputada en el Parlamento Europeo, cargos que ocupó hasta el 1997.
Posteriormente ha sido ministra de cultura del gobierno de Lionel Jospin en 1997-2000 y portavoz del gobierno en 1997-1998. Fue nuevamente elegida presidenta de la Comunidad urbana de Estrasburgo en 2000-2001, y vicepresidenta el 2008. El 2004 fue elegida nuevamente diputada del Parlamento Europeo, y es vicepresidenta de la Comisión de Industria.
En cierta ocasión se negó a estrecharle la mano en una ceremonia conmemorativa a Pierre Seel, única víctima francesa que ha testificado sobre su experiencia durante la deportación por homosexualidad durante la Segunda Guerra Mundial.